# Awtaljon
Awtaljon (hebr. אבטליון; ang. Avtalyon, lub także Avtalion) – wieś komunalna położona w Samorządzie Regionu Misgaw, w Dystrykcie Północnym, w Izraelu.

## Położenie
Awtaljon jest położona na wysokości 283 metrów n.p.m. w środkowej części Dolnej Galilei, na północy Izraela. Leży na zachodnich zboczach góry Har Avtaljon (424 m n.p.m.) w grzbiecie górskim Gór Jatwat (ok. 500 m n.p.m.), który oddziela położoną na północy Dolinę Sachnin od położonej na południu Doliny Bejt Netofa. Na południe od wsi teren stromo opada do Doliny Bejt Netofa. Na północnym wschodzie wznosi się góra Har Netofa (526 m n.p.m.). Okoliczne wzgórza są w większości zalesione. W otoczeniu wsi Awtaljon znajdują się miejscowości Arraba, Dejr Channa, Ajlabun, Bu’ejne Nudżejdat i Kefar Maneda, kibuce Jachad i Channaton, moszaw Jodfat, wieś komunalna Hararit, oraz wsie arabskie Uzajr, Rummana i Rummat al-Hajb. Na północny zachód od wsi znajduje się ściśle tajna baza wojskowa Jodfat, w której prawdopodobnie odbywa się montaż i demontaż izraelskiej broni jądrowej. Na południowym wschodzie jest położona baza wojskowa Netafim (zaplecze logistyczne i inżynieryjne) oraz ściśle tajna baza wojskowa Ajlabun, w której prawdopodobnie przechowywana jest izraelska taktyczna broń jądrowa. Są tu także główne magazyny amunicji czołgowej 36 Dywizji Pancernej.
Awtaljon jest położona w Samorządzie Regionu Misgaw, w Poddystrykcie Akka, w Dystrykcie Północnym Izraela.

## Demografia
Stałymi mieszkańcami wsi są wyłącznie Żydzi. Tutejsza populacja jest świecka:

Źródło danych: Central Bureau of Statistics.

## Historia
Wieś została założona w 1987 roku w ramach rządowego projektu Perspektywy Galilei, którego celem było wzmocnienie pozycji demograficznej społeczności żydowskiej na północy kraju. Pierwotnie był to typowy moszaw. W skład grupy założycielskiej wchodzili imigranci z Argentyny, którzy przeszli szkolenie w moszawie Moledet. W 1990 roku moszaw przekształcono w wieś komunalną, dzięki czemu napłynęli nowi osadnicy i wybudowano dwa osiedla mieszkaniowe. Istnieją plany dalszej rozbudowy osady.

### Nazwa
Nazwa osady pochodzi od nazwiska żydowskiego uczonego Awtaljona, znanego z Talmudu.

## Edukacja
Kibuc utrzymuje przedszkole. Starsze dzieci są dowożone do szkoły podstawowej we wsi Gilon.

## Kultura i sport
We wsi znajduje się ośrodek kultury z biblioteką. Z obiektów sportowych jest basen pływacki, boisko do koszykówki oraz sala sportowa z siłownią.

## Infrastruktura
We wsi jest przychodnia zdrowia, sklep wielobranżowy i warsztat mechaniczny.

## Gospodarka
Lokalna gospodarka opiera się na rolnictwie ekologicznym. Głównie uprawia się oliwki, z których w tutejszym zakładzie przetwórczym wytwarza się olej oliwkowy. Część mieszkańców dojeżdża do pracy w pobliskich strefach przemysłowych.

## Transport
Ze wsi wyjeżdża się na północ na drogę nr 7955, którą jadąc na północny wschód dojeżdża się do kibucu Jachad i wioski Hararit, lub jadąc na zachód dojeżdża się do moszawu Jodfat i skrzyżowania z drogą nr 784.